# 아모센스
아모센스(Amosense)는 대한민국의 전자부품 제조업체이다.